# Джозеф Йобо
Джо́зеф Йо́бо (англ. Joseph Yobo, нар. 6 вересня 1980, с. Коно, Нігерія) — нігерійський футболіст, захисник, колишній гравець національної збірної Нігерії. 

## Клубна кар'єра
У дорослому футболі дебютував 1998 року виступами за команду клубу «Стандард» (Льєж), в якій провів три сезони, взявши участь у 46 матчах чемпіонату.
Згодом з 2001 по 2002 рік грав у складі команд клубів «Олімпік» (Марсель) та «Тенерифе» (на правах оренди).
Своєю грою привернув увагу представників тренерського штабу клубу «Евертон», до складу якого приєднався 2002 року. Відіграв за клуб з Ліверпуля наступні вісім сезонів своєї ігрової кар'єри. Більшість часу, проведеного у складі «Евертона», був основним гравцем захисту команди.
Протягом 2010–2012 років захищав кольори команди клубу «Фенербахче», граючи на правах оренди, а у 2012 році уклав повноцінний контракт з клубом.

## Виступи за збірну
У 2001 році дебютував в офіційних матчах у складі національної збірної Нігерії. У формі головної команди країни провів 101 матч, що є рекордом, та забив 7 голів.
У складі збірної був учасником чемпіонату світу 2002 року в Японії і Південній Кореї, а також чемпіонату світу 2010 року у ПАР.
Учасник п'яти розіграшів Кубка африканських націй: розіграшу 2002 року у Малі, розіграшу 2004 року у Тунісі, розіграшу 2006 року в Єгипті, розіграшу 2008 року у Гані та розіграшу 2010 року в Анголі. За цей час допоміг національній команді здобути чотири бронзові нагороди континентальної першості. Винятком став лише 2008 рік, в якому нігерійці вибули з боротьби за Кубок африканських націй вже на стадії чвертьфіналів.

## Титули та досягнення
«Фенербахче»
- Чемпіон Туреччини: 2010-11
- Володар Кубка Туреччини: 2011-12, 2012-13

Збірна Нігерії
- Чемпіон Африки: 2013
- Бронзовий призер Кубка африканських націй: 2002, 2004, 2006, 2010